# 新田橋 (東京都)

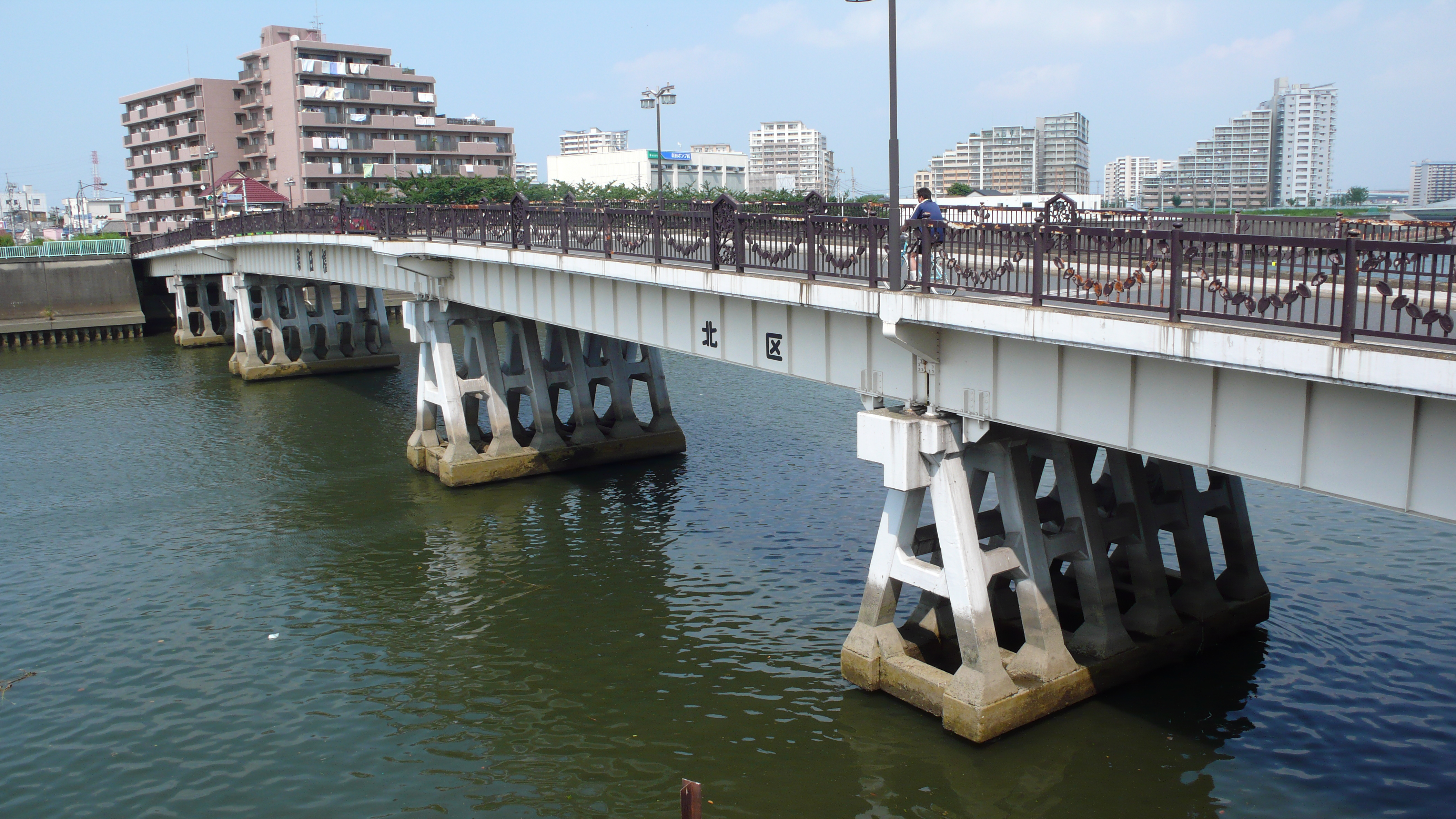
東京都北区から（2008年7月）

新田橋（しんでんばし）は、隅田川にかかる橋。北岸は東京都足立区新田（しんでん）3丁目、南岸は北区豊島8丁目。橋名は足立区の地名にちなむ。

## 現在の橋の概要
- 種別 - 鋼道路橋
- 形式 - 5径間単純鋼桁橋
- 橋長 - 114.0m
- 幅員 - 9.0m
- 竣工 - 1961年（昭和36年）3月
- 事業主体 - 東京都北区

## 橋の歴史
もともと「野新田（やしんでん）の渡し」（馬場の渡しとも）という農業渡船があり、荒川放水路開削に伴って中州状に孤立した付近の交通路として利用されていた。1939年（昭和14年）に最初の木橋が木造下路ハウトラス橋として架けられた後、トラス部分の改装を経て1961年（昭和36年）3月に現在の橋に架け替えられた。珍しいA字型をした橋脚は、木橋時代の橋脚を模したものである。

## 路線バス
- 都営バス
  - 王41　王子駅 - 新田橋 - 新田一丁目
  - 王45　王子駅 - 新田橋 - ハートアイランド西 - 千住桜木 - 北千住駅

## 隣の橋
- 隅田川

（上流） - 岩淵水門 - 新神谷橋 - 新田橋 - 新豊橋 - 豊島橋 - （下流）
座標: 北緯35度46分06秒 東経139度44分34秒 / 北緯35.76833度 東経139.74278度